# Жёдочи
Жёдочи (Жодочи, Жадочи) — деревня в Наро-Фоминском районе Московской области, входит в состав городского поселения Селятино. Численность постоянного населения по Всероссийской переписи 2010 года — 67 человек, в деревне числятся 11 улиц, 2 переулка и 11 садовых товариществ. До 2006 года Жёдочи входили в состав Петровского сельского округа.

## География
Деревня расположена на северо-востоке района, на внешней стороне автодороги А107 Московское малое кольцо, примерно в 17 километрах к северо-востоку от Наро-Фоминска, высота центра над уровнем моря 192 м. Ближайшие населённые пункты на западе — Мишуткино в 2 км, Глаголево и Новоглаголево в 2,5 км. До центра городского поселения Селятина — 7.1 км к северо-западу по дорогам. Ближайший крупный город — Апрелевка в 5,3 км к северу по прямой.

## Происхождение названия
До появления современного устоявшегося названия «Жёдочи» в письменных источниках встречались разные варианты написания названия — «Жадочи», «Жёдачи», «Жадыч» — образованные от названия реки Жадыч (бассейн Пахры), на которой поселение располагается.
Упоминается в писцовой книге 1627 года как сельцо Жадочи на речке Жадычи; на межевом плане 1784 г. село и речка Жадочи, в списке 1862 г. с-цо Жёдочи, а речка Жадовка. Исходная форма названия Жадичи предполагается от основы жад-, известной в русской антропономике. Ср. имена Жаден, Жадный, Жадобин.

## История поселения
Первое упоминание о «сельце Жодочи восходит к 1627 году». Оно было расположено на речке Жадычи.  С 1646 по 1678 гг. владельцами Жёдочей были наследники Ивана Ивановича Старово-Милюкова – Матвей большой и Матвей меньшой и дьяк разрядного приказа Иван Захарьев Ляпунов. Следующий владелец сельца – думный дьяк Разрядного приказа, участник Крымского похода, Перфилий Фёдорович Оловянников.
В 1704 году хозяином Жёдочей становится сын Оловянникова – стольник Пётр Перфильевич. Жива была еще и мать Петра Оловянникова Ирина Никифоровна.
В 1715 году в Жёдочах построили каменную церковь во имя Иоанна Богослова. Обиходное название – Иоаннобогословская церковь.
В конце XVIII века село значилось за Николаем Васильевичем Рагозиным, на дочери которого – Екатерине – женился дворянин, надворный советник, в 1812 году – уездный предводитель дворянства Фёдор Михайлович Вельяминов-Зернов, получивший Жёдочи в приданое. Ф.М.Вельяминов-Зернов построил в селе деревянный дом с колоннами, возводит хозяйственные постройки, разбивает парк и закладывает фруктовый сад. Именно при Вельяминове-Зернове Жёдочи приобрели известность. Широко образованный Вельяминов-Зернов, его сын Владимир, издатель с 1805 года журнала «Северный Меркурий», дочери Анисья и Анна были хорошо знакомы с литературной Москвой начала XIX века.

## Люди, связанные с селом
В Жёдочи приезжали Н.М.Карамзин, П.А.Вяземский, В.А.Жуковский, С.П.Жихарев, И.А.Крылов, И.И.Дмитриев и другие представители отечественной культуры.

## Усадьба Жодочи
Жодочи — старинная вотчина И.И. Старово-Милюкова и его рода. Во второй половине XVII века — думного дьяка П.Ф. Оловянникова и потом его семьи. В конце XVIII века владение капитана Н.В. Рагозина. Усадьба устроена на рубеже XVIII—XIX веков уездным предводителем дворянства Ф.М. Вельяминовым-Зерновым, до середины XIX века принадлежала его дочери А.Ф. Кологривой, далее переходит театральному деятелю Н.И. Пельту и до 1917 года его наследникам.
Сохранились остатки липового парка с прудами и подъездная липовая аллея. Деревянный главный дом и церковь Иоанна Богослова 1716 года утрачены в 1930-х годах. В усадьбе бывали Н.М. Карамзин, П.А. Вяземский, А.Ф. Мерзляков и другие русские литераторы.

## Транспорт
Из Москвы до деревни ходит автобус маршрута 513 от метро «Ольховая». Также деревня связана автобусным движением с городом Голицыно Одинцовского городского округа маршрутом 66.